# Dimenhidrinát
A dimenhidrinát (INN: dimenhydrinate) egy leginkább hányáscsillapítóként használt gyógyszer, mely kémiailag a difenhidramin és a 8-kloroteofillin sója. Hatástanilag a hisztamin H1-receptor blokkolók közé sorolható, antiemetikus, szedatív, antimuszkarin, antihisztamin és antikolinerg hatással rendelkezik, mely hatásokért a két összetevő közül a difenhidramin felelős. Csökkenti a hányásközpont ingerlékenységét.

## Hatása
A paraszimpatolitikus és a centrális gátló hatáson keresztül érvényesül a szédülést, a hányingert és a kinetózist (tengeribetegséget) csillapító hatás. A hatás helye az agytörzsben található vestibularis magok, amely egyéb agytörzsi területekkel (hányásközpont, szemmozgató magvak stb.) áll kapcsolatban.

## Farmakokinetikai tulajdonságok
Per os adás után a dimenhidrinát gyorsan felszívódik. A maximális plazmakoncentrációt 1-2 óra múlva éri el. Hatása a bevétel után 15-30 percen belül kialakul és 4-6 óráig tart.
98-99%-ban kötődik a plazmafehérjékhez. A dimenhidrinát átjut a placentán és bekerül az anyatejbe.
Főként a májban metabolizálódik. 24 órán belül nagyrészt metabolit, kismértékben változatlan formában a vizelettel kiürül. A plazma t 1/2 5 – 10 óra.

## Készítmények
- Daedalon  (Richter)
- Daedalonetta
- Arlevert (20 mg cinnarizin, 40 mg dimenhidrinát - Goodwill Pharma)